# Institut islamskoi ziwilisazii
Das Institut islamskoi ziwilisazii („Institut der Islamischen Zivilisation“; russisch Институт исламской цивилизации; wiss. Transliteration Institut islamskoj civilizacii; arabisch معهد الحضارة الإسلامية; engl. Moscow Institute of Islamic Civilisation) in Moskau ist eine Nichtregierungsorganisation, welche die wissenschaftliche Forschung und Popularisierung von Wissen über den Islam in Russland und der GUS zum Ziel hat.
Sein Direktor ist der Arabist und Orientalist Said Chaibullowitsch Kjamilew (Said Hibatullah Kyamilev). 1997 eröffnete es in Kooperation mit der Pädagogischen Staatlichen Universität Moskau (MPGU) und der Islamischen Organisation für Bildung, Wissenschaft und Kultur (ISESCO) eine auf Arabistik und Islamwissenschaft spezialisierte Abteilung, die Kjamilew leitet.